# شیخ سردار حاج حسنلی
شیخ سردار حاج حسنلی — (نام کامل و اصلی: سردار بابایف فرزند عاکف) - عالم دینی و کارشناس معارف اسلامی، اهل جمهوری آذربایجان ، عضو مجلس روحانیون آذربایجان، مؤسس و سردبیر تارنمای خبری و معارفی "مائده.آذ" Maide.Az، کارشناس و محقق علوم اسلامی.

## بیوگرافی
سردار بابایف فرزند عاکف ۱۲ مارس ۱۹۷۴ میلادی در یکی از خانواده‌های اصیل شهرستان ماساللی در جمهوری آذربایجان به دنیا آمد.
پنجمین فرزند خانواده شش نفره مشهدی عاکف بود. سردار، در ۷ سالگی به مدرسه رفت و در سال‌های مقارن با فروپاشی اتحاد جماهیر شوروی تحصیلات متوسطه خود را در مدرسه شماره یک (1) شهر به پایان رساند. او از کودکی علاقه فراوان به دین و آموزه‌های آن داشت. در سنین نوجوانی همزمان با دروس مدرسه دولتی برای یادگیری قرآن و مسایل دینی در درس‌های آخوندهای شهر شرکت می‌کرد.
سردار ضمن تحصیل علوم دینی به تبلیغ معارف دین نیز پرداخت. در ۱۵ سالگی سردار یک سخنران و گرداننده محافل مذهبی تمام عیار در زادگاه خود بود. نطق شیوای وی طوری زبان زد شده بود که از شهرها و روستاهای همجوار برای موعظه در مجالسشان از او دعوت می‌کردند. با توجه به نیاز شدید مردمان مناطق مختلف و إحساس تکلیفی که روحانی نوجوان نسبت به نشر معارف و آگاهی بخشی دینی داشت در مناسبتهای مذهبی مانند ماه مبارک رمضان و ایام سوگواری سید و سالار شهیدان حضرت أبا عبد الله الحسین (علیه السلام) به شهرهای مختلف و بعضاً دور افتاده مسافرت می‌کرد و به وعظ و تبیین مسایل شرعی می پرداخت. کمبود مبلغین دینی، إصرار و دعوت مؤمنین بعضاً سبب می‌شد شیخ سردار در طول روز سه و گاهی چهار بار منبر رفته و در کنار آن به اجرای آئین‌های مذهبی بپردازد.
طلبه نوجوان علی‌رغم شهرت، محبوبیت و پذیرش از سوی مردم همواره خود را نیازمند تجهیز و تهذیب بیشتر می‌دید. دیگر تعالیم استاد قرآن و احکام او را قانع نمی‌کرد. از این رو شیخ برای گسترش دایره اطلاعات دینی و آموزش علوم بیشتر راهی محضر استاد شهیر زمانه مرحوم حجت‌الاسلام ملا بیلر شد. سردار توانست با دقت در آموزش و اجرای دستورات علمی و اخلاقی استاد محبوب خود، توجه ویژه ایشان را به خود جلب نماید. شیخ سردار در مدت زمان کوتاه به یکی از شاگردهای شاخص و مورد اعتماد استاد مرحوم ملا بیلر تبدیل شد. استعداد و ذکاوت استثنائی شیخ سردار باعث گردید استاد علی‌رغم علاقه فراوان به وی، او را روانه قم – مرکز علوم اسلامی و اشّ آل محمد (ص) نماید. سردار در محضر مرحوم ملا بیلر مراحل و مراتبی از تعلیم و تربیت را گذرانده و به بلوغی رسیده بود که دیگر لازم بود از محضر اساتید بزرگتر و در سطوح بالاتر ادامه تحصیل نماید.]
سردار با ترغیب استاد در سال ۱۹۹۲ میلادی به شهر مقدس قم عزیمت کرد. وارد حوزه علمیه شد، با دقت و سرعت دروس مقدماتی را به پایان رساند. در حوزه علمیه قم – در دریای بیکران علوم و معارف اسلامی شیخ سردار فرصت بهرمندی و شرکت در کلاس‌های تدریس اعاظم شیعه همانند حضرت آیت‌الله جوادی آملی، حضرت آیت‌الله العظمی مظاهری، مرحوم حضرت آیة الله مشکینی پیدا کرد. در مدت زمانی که حجت‌الاسلام و المسلمین سردار حاجحسنلی در قم حضور داشت کنار دروس مرسوم حوزه در محضر مرحوم حضرت آیة الله احمدی میانجی (ره) - استاد بزرگ اخلاق به پرورش روح پرداخت. روحانی جوان که تهذیب را جزء لا ینفک تعلیم می‌دانست بخشی از زمان خود را در محضر منوّر و ملکوتی عالم ربّانی و عارف بر حق حضرت آیة الله العظمی حاج شیخ محمد تقی بهجت (رض) گذرانده فیوضات علمی و معنوی کسب می نمود.
حجت‌الاسلام و المسلمین حاج شیخ سردار پس از نزدیک به ۱۰ سال تزکیه و تحصیل پرونده درخشان حضور در شهر مقدس قم را بست و با تدریس در دانشگاه اسلامی ایران و قرقیزستان واقع در شهر بیشکک فعالیت علمی خود را در سال ۲۰۰۰ میلادی در سطح بین‌الملل آغاز نمود.
شیخ سردار به عنوان استاد دانشگاه زبان‌های خارجی قزاقستان به شهر آلماتی انتقال یافت. همزبانان و هموطنان آذربایجانی که در نیمه نخست قرن ۲۰ پس از استقرار نظام کمونیستی از بلاد خود آواره و به این سرزمین‌ها تبعید شده بودند از حضور عالم شیعی در شهر آلماتی اطلاع یافته دور او گرد آمدند. بدین ترتیب شیخ همزمان با تدریس در دانشگاه، تبیلغ دین مبین اسلام را در آسیای میانه آغاز کرد. او تنها به أمور دینی و مذهبی شیعیان منطقه رسیدگی نمی‌کرد، بلکه در مسجد برادران اهل سنت نیز کرسی درس داشت، تفسیر قرآن کریم می‌گفت و قرائت آموزش می‌داد.
شیخ سردار بیش از ۸ سال در آسیای میانه به تدریس و تبلیغ پرداخت، به عنوان پدر معنوی و برادر بزرگ در قلب خیلی‌ها برای خود جا باز کرد. همه شیخ را دوست داشتند و خواهش وی را به منزله دستور می پذیرفتند و عمل می‌کردند.
در جغرافیای شوروی سابق و حتی در ایران و ترکیه همه وی را یک عالم دینی حقیقی که کردارش مطابق گفتار است می‌شناسند و به عنوان یک خطیب مستقل و متفکر آزاد قبول دارند. آوازه حسن خلق، حسن معاشرت و حسن تدبیر وی به خیلی جاها پخش شده بود. در مدت زمان نه چندان طولانی خواهان زیادی از اقشار گوناگون جامعه در بلاد مختلف پیدا کرده بود. علی‌رغم دعوتهای مصرانه متدینین ساکن در جمهوری‌های شوروی سابق و جوامع شیعی علی‌الخصوص در شهرهای بزرگ روسیه شیخ تصمیم گرفت به دو دهه هجرت پایان داده در سال ۲۰۰۸ به وطن – جمهوری آذربایجان بازگردد.
شیخ سردار پس از بازگشت به دعوت قاضی و نماینده اداره مسلمانان قفقاز در جنوب کشور به عنوان خطیب جمعه در مسجد جامع شهر ماسالی شروع به فعالیت مذهبی نمود. به منظور تبلیغ آموزه‌های مکتب نورانی اهل بیت (ع) و معارف سعادت بخش قرآن کریم - مطابق با شرائط و روش‌های بروز- شیخ، با همکاری علمی گروهی از فضلا و فارغ التحصیلان حوزه‌های علمیه در سال ۲۰۱۴ تارنمای خبری و معارفی مائده (Maide.Az) را تأسیس کرد.
در فرصت‌های تبلیغی و روشنگری شیخ سردار، همواره بر تبیین و تعلیم إصرار ورزیده منافع و مصالح عموم ملّت و امّت را سرلوحه فعالیت‌های خود قرار داده است. او با استفاده از قدرت کلام و با تأکید بر ضرورت گفتگو سعی کرده با مفاسد اجتماعی، مشکلات مردم و ناهنجاری‌های جوامع بشری مبارزه نموده ارزش‌های انسانی – اسلامی را در جامعه رشد دهد.
شیخ سردار عالمی است که خود را وقف اسلام و مسلمین کرده با سلاح منطق در دفاع از حریم اسلام و منافع مسلمین هیچ مرزی نمی‌شناسد. اگر اهانتی به دین یا مقدسات شده، یا علیه اسلام توطئه ای چیده و یا نقشه ای شوم بر خلاف مصالح ملت کشیده شده و یا ظلمی در جامعه رخ داده – چه در داخل مرزها، چه فراتر از آن‌ها - در اولین فرصت شیخ با استدلال و انزجار آن را محکوم کرده و به دفاع از مظلوم برخواسته است. البته این است نشان آزادگی آن مرد بزرگ.
حجت‌الاسلام و المسلمین حاج شیخ سردار حاج حسنلی عضو مجلس روحانیون آذربایجان، عضو مجمع عمومی مجمع جهانی اهل بیت (ع)، متأهل و دارای سه فرزند است. 
او در سال ۲۰۰۹ میلادی به زیارت حج مشرف گردید و چند مرتبه توفیق زیارت مرقد امامان معصوم (ع) را در عراق داشته‌است.
اکنون شیخ سردار به اتهام أقامه نماز جمعه و ایراد خطبه در زندانی در حومه باکو به سر می‌برد. (از ۲۲ فوریه ۲۰۱۷)

## بازداشت و محاکمه
دادگاه شهرستان ماساللی به تاریخ ۲۲ فوریه ۲۰۱۷ شیخ سردار را به یک ماه و 7 روز حبس محکوم کرد. وکیل شیخ امکان حضور در جلسه دادگاه را نیافت. سردار بابایف بنا به شکایت رافیل حسین اف، فرماندار شهر ماساللی دستگیر و بموجب ماده 	۱۶۸.	۱.۳ قانون کیفری جمهوری آذربایجان- نقض شرایط تبلیغات دینی و برگزاری مراسم و آئین‌های دینی تفهیم اتهام شد. طی حکم مورخ ۳ ژوئیه ۲۰۱۷ دادگاه ماساللی به سه سال زندان محکوم گردید.
وکلای شیخ سردار حاجحسنلی در ماه ژوئیه سال ۲۰۱۷ در باکو از حکم دادگاه بدوی علیه موکل شان به دادگاه تجدید نظر شکایت کردند. جواد جواداف یکی از وکلای شیخ سردار با اعلام این خبر گفت: "طی این دادخواست، بدلیل نبود عمل جرم در اقدامات سردار بابایف، ما خواستار تبرئه نامبرده هستیم". جواداف وکیل شیخ سردار افزود: "همزمان ما هفته جاری در صدد مطالعه صورتجلسه دادگاه و ارایه تذکرات خود هستیم". دادگاه تجدید نظر شهر شیروان به شکایت وکلا از حکم دادگاه منطقه ماساللی در تاریخ ۶ آوریل ۲۰۱۷ مبنی بر تمدید حکم بازداشت سردار حاجحسنلی رسیدگی کرد. به گفته وکیل جواداف، مردم به مسدود شدن راه‌های منتهی به دادگاه از سوی پلیس اعتراض کردند. "پلیس مجدداً قصد ممانعت از حرکت خودروی حامل اینجانب به سوی دادگاه را داشت. ولی پس از اینکه متوجه شدند دادگاه بدون حضور وکیل تشکیل نخواهد شد، اجازه حرکت دادند. دادگاه حکم بدوی را ابقاء و تصمیم به تداوم بازداشت شیخ سردار بابایف گرفت".
دادگاه عالی در تاریخ ۱۳ فوریه ۲۰۱۸  میلادی جهت رسیدگی به شکایت استیناف از بازداشت شیخ سردار حاجحسنلی (بابایف) تشکیل جلسه داد. در جلسه دادگاه به ریاست قاضی گلزار رضایوا، شیخ سردار حاجحسنلی، وکیل جواد جواداف، همچنین اصحاب رسانه و شخصیت‌های سیاسی و اجتماعی شرکت کردند. هیچکدام از دادخواست‌های ارائه شده توسط وکیل از سوی دادگاه پذیرفته نشد. حاج سردار ضمن ایراد سخن در جلسه دادگاه، خود را بی تقصیر دانست و بازداشت شدن خود را غیرقانونی اعلام کرد: "به هیچ یک از دادخواست های به حق و مستند که از روز بازداشت تا به امروز در کلیه جلسات دادگاهی از سوی وکلا مطرح گردید، پاسخ مثبت داده نشد. هنگام سؤال از مراجع ذی‌صلاح دادگستری درمورد دلیل بازداشتم گفتند که اینجانب به علت اقامه نماز جمعه و ایراد خطبه دستگیر شده ام. همانند دادگاه های قبلی، اینجانب از این دادگاه نیز انتظار بخصوصی ندارم. زیرا دلیل بازداشت را همچنان درک نمی‌کنم. یا اقامه نماز جمعه، یا ایراد خطبه و یا تحصیل در خارج را بهانه می آورند. اگر نه اخلاق اسلامی، بلکه بی دینی، بت پرستی و یا بی اخلاقی را تبلیغ می کردم، شاید مرا بازداشت نمی‌کردند". حاجحسنلی تأکید کرد که تحقیقات و رسیدگی به پرونده در دادگاه مغایر با شرایط قانونی صورت گرفته‌است. وی اظهار داشت: "تصور کنید شهادت شهود در دادگاه و اظهارات آنان در تحقیقات و بازپرسی باهم متناقض اد ، ولی دادگاه نه تنها به این مهم توجهی نمی‌کند، بلکه حتی از جهتدهی شهود ابایی نمی‌کند". قاضی سخنان شیخ سردار را قطع کرد و پس از مشورت، حکم دادگاه تجدید نظر شیروان را ابقاء نمود.
دادگاه حقوق بشر اروپا از ماه سپتامبر ۲۰۱۸ میلادی شروع به رسیدگی به پرونده شکایت شیخ سردار حاجحسنلی کرد. دادگاه فرایند ارتباطات را آغاز کرده‌است. این دادگاه در خصوص ماده‌های نقض شده کنوانسیون حقوق بشر اروپا دایر بر پرونده شیخ سردار حاجحسنلی سؤالاتی را دربرابر حکومت آذربایجان مطرح کرد. بطوری که دادگاه حقوق بشر اروپا ضمن استناد به نقض ماده‌های ۳ (منع شکنجه)، ۵.۱ و ۵.۳ و ۵.۴ (حق آزادی و مصونیت)، ۶.۲ (اصل برائت)، ۹ (آزادی اندیشه، وجدان و دین)، ۱۰ (آزادی بیان)، ۱۱ (آزادی تجمع و تشکل)، ۱۴ (منع تبعیض) کنوانسیون حقوق بشر اروپا، از دولت آذربایجان خواستار ارائه توضیح در مورد این موضوع شد.
روحانیون آذربایجان، مجلس روحانیون آذربایجان، اتحادیه نویسندگان "قلم"، حزب اسلامی آذربایجان، مرکز حمایت از آزادی اعتقاد دینی و وجدان، مجمع جهانی اهل بیت (ع) ، شخصیت‌های اجتماعی آذربایجان و سایر تشکل‌ها و افراد بازداشت شیخ سردار را محکوم کرده و حکم دادگاه را غیرقانونی اعلام کرده‌اند.
حاج شیخ سردار حاجحسنلی در فوریه سال ۲۰۲۰ از زندان ازاد شد.
ایشان  در تاريخ ۱۹ اکتبر ۲۰۲۱ توسط نیروهای امنیت ملی جمهوری آذربایجان به اتهام خیانت به دولت - ماده ۲۸۴ قانون کیفری - دستگیر و مؤرخ ۲۱ اکتبر ۲۰۲۱ برای بازجویی و انجام تحقیقات مقدماتی قرار بازداشت موقت به مدت ۶ ماه توسط دادگاه ناحیه صبائیل صادر گردید.
شیخ سردار اتهامات را واهي و بی اساس دانسته و با اظهار بی گناهی هیچ یک از اتهامات را نپذیرفت. در ۲۷ اکتبر ۲۰۲۱ دادگاه تجديد نظر باکو با رد درخواست لغو و یا تغییر حکم بدوی دادگاه قرار بازداشت موقت را به قوه خود باقي گذاشت.

## مقالات
- "`YENƏ HƏMİN XƏTDİR, HƏMİN KOORDİNAT`" (به (ترکی آذربایجانی)). maide.az. 2013-06-07. Archived from the original on 2019-01-13. Retrieved 2019-01-13.{{cite web}}:  نگهداری یادکرد:زبان ناشناخته (link)
- "Bizi öz ünvanımızla mühakimə edin!" (به (ترکی آذربایجانی)). maide.az. 2013-06-07. Archived from the original on 2019-01-13. Retrieved 2019-01-13.{{cite web}}:  نگهداری یادکرد:زبان ناشناخته (link)
- "Silahımız əqidəmiz, dayağımız Rəbbimizdir!" (به (ترکی آذربایجانی)). maide.az. 2013-06-07. Archived from the original on 2019-01-13. Retrieved 2019-01-13.{{cite web}}:  نگهداری یادکرد:زبان ناشناخته (link)
- "Quran və Ziyalı" (به (ترکی آذربایجانی)). maide.az. 2013-06-07. Archived from the original on 2019-01-13. Retrieved 2019-01-13.{{cite web}}:  نگهداری یادکرد:زبان ناشناخته (link)